# Шамрус
Шамрус (фр. Chamrousse) насеље је и општина у источној Француској у региону Рона-Алпи, у департману Изер која припада префектури Гренобл.
По подацима из 2011. године у општини је живело 460 становника, а густина насељености је износила 35,38 становника/km². Општина се простире на површини од 13 km². Налази се на средњој надморској висини од 1 660 метара (максималној 2.440 m, а минималној 1.384 m).

## Демографија
| 1962. | 1968. | 1975. | 1982. | 1990. | 1999. | 2011. |
| ----- | ----- | ----- | ----- | ----- | ----- | ----- |
| 407   | 718   | 533   | 607   | 544   | 518   | 460   |

График промене броја становника у току последњих година